# Distretto di Ústí nad Labem

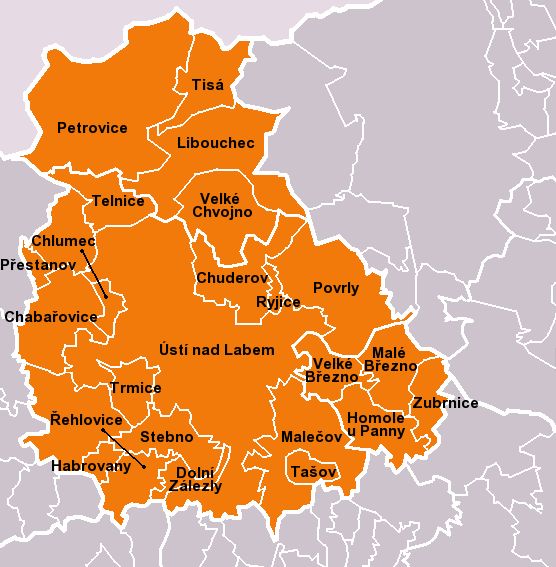
Comuni del distretto

Il distretto di Ústí nad Labem (in ceco okres Ústí nad Labem) è un distretto della Repubblica Ceca nella regione omonima. Il capoluogo di distretto è la città di Ústí nad Labem.

## Geografia antropica
Il distretto conta 23 comuni:

### Città
- Chabařovice
- Trmice
- Ústí nad Labem

### Comuni mercato
- Il distretto non comprende comuni con status di comune mercato.

### Comuni
- Chlumec
- Chuderov
- Dolní Zálezly
- Habrovany
- Homole u Panny
- Libouchec
- Malé Březno
- Malečov
- Petrovice
- Povrly
- Přestanov
- Ryjice
- Řehlovice
- Stebno
- Tašov
- Telnice
- Tisá
- Velké Březno
- Velké Chvojno
- Zubrnice